# ألفريد كلاوسنيتسر
ألفريد كلاوسنيتسر (4 يوليو 1900 – 30 ديسمبر 1958) هو مبارز بالسيف تشيكوسلوفاكي راحل، مثّل بلاده في الألعاب الأولمبية الصيفية 1936.

## روابط خارجية
ألفريد كلاوسنيتسر على موقع أوليمبيديا (الإنجليزية)
- ألفريد كلاوسنيتسر على موقع اللجنة الأولمبية التشيكية (التشيكية)